# 아담 미츠키에비치 기념비 (크라쿠프)

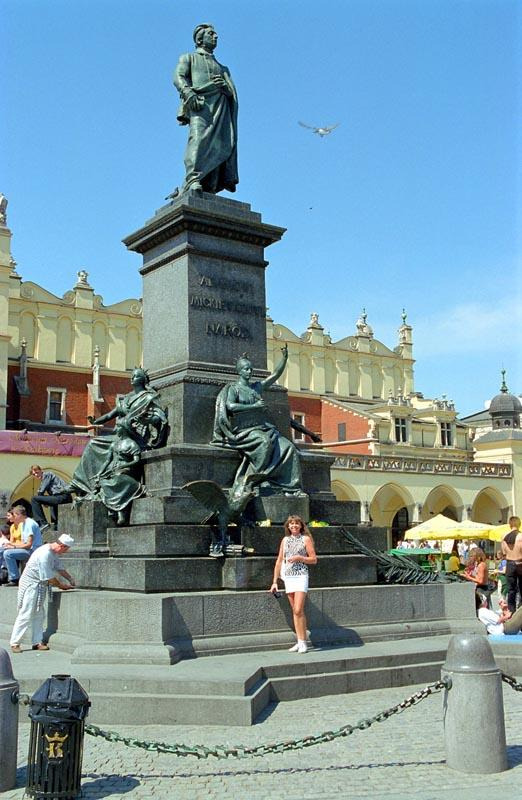
아담 미츠키에비치 기념물

아담 미츠키에비치 기념비(폴란드어: Pomnik Adama Mickiewicza)은 폴란드 크라쿠프 리네크 글루프니에 있는 기념비이며, 아담 미츠키에비치를 기념하기 위해 건립되었다.